# Tratado de Ribe
Tratado de Ribe ou (Vertrag von Ripen em alemão) foi um acordo assinado em 1460 por Christian I rei da Dinamarca. Por ser de família oriunda da região do ducado de Holstein, assina ele o documento onde a unidade política dos ducados de Schleswig e Holstein são reafirmadas. Como Schleswig oficialmente pertence à Dinamarca, o mesmo é válido pare seu ducado irmão Holstein. Sendo assim é declarado neste documento que ambos os ducados são para sempre inseparáveis.